# Капитонов, Иван Алексеевич
Ива́н Алексе́евич Капито́нов (род. 20 мая 1979, Москва, СССР) — российский продюсер, сценарист.

## Биография
Родился 20 мая 1979 года в Москве. После окончания средней школы поступил в Московский государственный университет на факультет «Маркетинг и реклама». Позднее продолжил обучение на факультете управления Московского государственного университета экономики, статистики и информатики и на Высших курсах сценаристов и режиссёров. В 2009 году занял должность заместителя генерального директора кинокомпании «Леополис», спустя год начал работать в творческом объединении «Новый Проект» в качестве продюсера. Принимал участие в создании и развитии многих брендов, таких как «Другое Кино», «Кино без границ» и «Винтаж».
В 2017 году в партнёрстве со Святославом Подгаевским основал кинокомпанию QS Films, специализирующуюся на фильмах ужасов, триллерах и мистических драмах. Фильмы QS Films («Пиковая дама: черный обряд», «Яга. Кошмар темного леса», «Русалка. Озеро мертвых», «Вдова», «Невеста») стали первыми успешными русскими фильмами в жанре хоррор как в России, так и за рубежом. 
Фильмы «Русалка. Озеро мертвых» был продан в 154 страны мира, а мировой бокс-офис составил 6,5$ млн. «Яга. Кошмар темного леса» должна была выйти в прокат в США и Латинскую Америке, Германии, Вьетнаме, Сингапуре и других странах Юго-Восточной Азии, в Японии и Прибалтике. Картина «Пиковая дама: Черный обряд» стала обладателем специального приза жюри на жанровом фестивале Fantasporto.  Капитонов является одним из авторов фильма «Лето», участвовавшего в конкурсе Каннского кинофестиваля в 2018 году.
Иван Капитонов дебютировал как режиссёр с фильмом «Ледяной демон» (2021). Его вторая режиссерская работа «Голова-жестянка» (2023) была представлена в конкурсной программе 45-го Московского международного кинофестиваля. В 2024 году в прокат выходит его третья режиссерская работа «Знакомство родителей». Кроме того, в 2024 году Иван снял свой первый международный режиссерский проект «Тульпа» в Аргентине.
Преподаватель на курсе «Продюсирование в кино» в школе «Свободное кино». В 2019 году вместе со Святославом Подгаевским открыл курс «Мастерская хоррора» в школе кино и телевидения «Индустрия».

## Фильмография

### Полнометражные фильмы
- 2015 — «Неуловимые» — автор сценария, продюсер
- 2015 — «Пиковая дама: Черный обряд» — креативный продюсер
- 2015 — «Неуловимые: Последний герой» — автор сценария, продюсер
- 2016 — «Неуловимые: Джекпот» — автор сценария, продюсер
- 2016 — «Неуловимые: Бангкок» — автор сценария, продюсер
- 2016 — «Маршрут построен» — автор сценария, продюсер
- 2016 — «Дизлайк» — продюсер
- 2018 — «Лето» — автор идеи
- 2018 — «Русалка. Озеро мертвых» — автор сценария, продюсер
- 2018 — «Временные трудности» — автор сценария
- 2019 — «Пиковая дама: Зазеркалье» — автор сценария
- 2020 — «Яга. Кошмар темного леса» — автор сценария, продюсер
- 2020 — «Вдова» — автор сценария, продюсер
- 2021 — «Приворот. Чёрное венчание» — автор сценария, продюсер
- 2021 — «Ледяной демон» —  режиссёр, автор сценария, продюсер
- 2023 — «Голова-жестянка» —  режиссёр, автор сценария, продюсер
- 2023 — «Страсти по Матвею» — продюсер
- 2024 — «Подростки. Первая любовь» — автор сценария, продюсер
- 2024 — «Затерянные» — продюсер
- 2024 — «Знакомство родителей» —  режиссёр, автор сценария, продюсер

### Телесериалы
- 2011 — «Зойкина любовь» — продюсер
- 2011 — «Амазонки» — продюсер
- 2012 — «Девушка в приличную семью» — автор сценария, продюсер
- 2013 — «Любит — не любит» — автор сценария, продюсер
- 2021 — «Пищеблок (первый сезон)» — продюсер
- 2022 — «Пансион» — автор сценария, продюсер